# Bidens camporum
Bidens camporum là một loài thực vật có hoa trong họ Cúc. Loài này được (Hutch.) Mesfin mô tả khoa học đầu tiên năm 1984.